# Karl Muggly
Karl Muggly (* 26. Januar 1884 in München; † 14. Oktober 1957 in Bottrop) war ein deutscher Maler und Glasmaler.

## Leben
1898 absolvierte Karl Muggly, Sohn des Glasmalers Wendelin Muggly, in Wiesbaden eine Lehre zum Glaser und Glasmaler. Ab 1901 erhielt er eine künstlerische Ausbildung an der Kunstgewerbeschule Mainz (heute Kunsthochschule Mainz), von 1903 bis 1908 studierte er bei Josef Goller und Richard Guhr an der Kgl. Kunstgewerbeschule Dresden. Ab 1908 unterrichtete er, zunächst als nebenamtlicher Lehrer, an der Handwerker- und Kunstgewerbeschule Bielefeld die Fächer Aktzeichnen, dekoratives Malen und Glasmalerei. Für seinen Beitrag am von der Bielefelder Schule gestalteten Raum auf der Weltausstellung in Brüssel (1910) gewann er eine Goldmedaille, ebenso den mit 1000 Mark dotierten 2. Preis im Plakatwettbewerb für die für Leipziger Internationale Ausstellung für Buchgewerbe und Graphik 1914 (Bugra). 1912 heiratete er die Malerin und Textilkünstlerin Phia (Sophie Friederike) Graeber (* 23. Juni 1889 auf Schloß Stolberg, Kreis Sängerhausen; † 25. Dezember 1961 in Bettmeralp, Wallis), mit der er zwei Kinder hatte. Zwischen 1914 und 1918 leistete er Kriegsdienst in Frankreich und wurde 1917 verwundet. 1921 wurde er, rückwirkend zum 1. Januar 1920, zum hauptamtlichen Lehrer, 1922 zum Professor ernannt. Zu seinen Schülern in Bielefeld gehörten Eduard Herterich, Wilhelm Heiner, Carl Strüwe, Christel Poll, Alfred Wiese und Victor Tuxhorn.
1932 sah er sich Angriffen wegen „undeutscher Malerei“ ausgesetzt. Seine Anstellung geriet in Gefahr und 1933 wurden beanstandete Arbeiten von ihm aus dem öffentlichen Raum entfernt, ebenso erhielt er bis 1945  keine weiteren Aufträge von öffentlicher Seite, von Organisationen oder Firmen und auch von privater Seite sind in Bielefeld nur zwei Aufträge für Buntglasfenster belegt.
Nach seiner Emeritierung im Jahr 1949 unterhielt er ein Atelier in Paderborn, das ihm der Unternehmer Adloff zur Verfügung stellte, von 1955 bis zu seinem Tod auch eines in Düsseldorf.

## Werk
Sein Werk umfasst neben Glasfenstern, Glasbildern, Aquarellen und Mischtechniken umfangreiche Grafik sowie Keramik aber nur wenige Arbeiten in Öl. Charakteristisch für seine Bilder sind klare, von der Glasmalerei beeinflusste Formen und spannungsvolle Farben. Muggly lieferte nicht nur Entwürfe für das Bielefelder Seidengeld, er schuf auch September 1921 im Auftrag des Magistrats der Stadt Hameln die zweite Serie von Notgeldscheinen (sechs Motive à 50 Pfennig) mit der Rattenfängersage ( Schrock-Nr. 7–12). Vgl.: U.E.G. Schrock: Geschichte des Hamelner Notgeldes 1916 bis 1948, Bremen 1987.
Insbesondere das Frühwerk Mugglys ist stark vom Jugendstil geprägt, ab den 1920er Jahren abstrahiert Muggly Figürliches in geometrische Formen und Farbflächen mit subtil gestalteten Strukturen. Muggly stand in künstlerischer Wechselwirkung mit Ernst Barlach, mit dem ihn persönliche Freundschaft verband. Auf Anregung Barlachs gestaltete Muggly die Fenster im Güstrower Dom, durch die das Licht auf Barlachs Skulptur Der schwebende Engel fällt. Auch die große Buntglasfensterwand in der kath. Kirche in Güstrow wird Muggly zugeschrieben. Ein großer Teil der vor dem Zweiten Weltkrieg entstandenen Werke, insbesondere Glasarbeiten Mugglys, wurden durch Kriegseinwirkungen zerstört, weitere später durch Abriss bzw. Modernisierung von Gebäuden.
Karl Muggly beteiligte sich zu Lebzeiten an zahlreichen Ausstellungen in Deutschland mit regionalen Schwerpunkten im westfälischen Raum (Bielefeld) und Düsseldorf. Nach seinem Tod waren Werke in Sammelausstellungen zu sehen sowie in Einzelausstellungen: 1957/8 im Städtischen Kunsthaus Bielefeld, 1987 im Kulturhistorischen Museum „Waldhof“ des Bielefelder Kunstvereins und 2015 im Daniel-Pöppelmann-Haus des Herforder Kunstvereins.
In Bielefeld sind die große Fensterrosette der Altstädter Nicolaikirche (Werk von 1954) und vier Fenster in der Jakobuskirche (1922/23) Arbeiten Mugglys. Andere von ihm gestaltete Glasmalereien und -bilder finden sich u. a. im Treppenhaus des Landgerichts (1919), im Alten Rathaus, im AOK-Gebäude an der Oelmühlenstr. (1926), in der Andachtskapelle des Baumheider Altenzentrums und in der Grabkapelle des Sennefriedhof (1913), auf dem sich auch Mugglys Grab mit einem von ihm entworfenen Holzkreuz befindet. In Bünde gestaltete er zwei Fenster für die Kapelle auf dem Feldmarkfriedhof (1951) sowie ebenfalls zwei Fenster für die „Neue Schule“ (Heideschule, 1952), in Halle (Westf.) entwarf er die künstlerische Innengestaltung des Rathauses (1925) mit zwölf Buntglasfenstern im Treppenhaus des Rathauses (auch ein Teil der orig. Deckenbemalung ist noch zu sehen) und für die Realschule (heute Berufskolleg) u. a. ein Eulenmotiv als Sgraffito, nach dem die Schule im Volksmund „Eulenschule“ genannt wurde.

## Ausstellungen
- 1987: „Karl Muggly (1884–1957). Zeichnungen, Aquarelle, Glasmalereien“, Kulturhistorisches Museum „Waldhof“, Bielefeld
- 2015: „Karl Muggly – Neuentdeckung eines Meisters der klassischen Moderne“, Herforder Kunstverein im Daniel-Pöppelmann-Haus
- 2016: „Westfale sein, heißt Weltsinn haben“, Sonderausstellung zum 70. NRW-Geburtstag vom 20. Februar – 6. Dezember 2016, Museum Halle für Kindheits- und Jugendwerke bedeutender Künstler, Halle i. Westf.